# Nomes islandeses

Os nomes islandeses diferem de outros nomes ocidentais  por terem sobrenomes patronímicos (e às vezes também matronímicos), refletindo assim o pai (ou a mãe) da criança, e não a linhagem histórica familiar. O último nome da pessoa indica o nome do pai ou da mãe dessa pessoa.
Na Islândia existem alguns sobrenomes que vêm de linhagens de famílias, embora a maior parte deles seja de origem estrangeira, e alguns foram adotados por um membro da família. Até 1925, era legal adotar um novo sobrenome de família. Desde então, só se pode adotar um sobrenome de família se você tiver o "direito" de tê-lo por herança de parentes. Uma pessoa notável com nome de família é o jogador de futebol Eiður Smári Guðjohnsen.

## Nomeação típica islandesa
Suponhamos que um homem islandês chamado Jón Einarsson tenha um filho chamado Ólafur. O último nome de Ólafur não será Einarsson, como o do seu pai. Uma vez que Ólafur é filho de Jón, seu nome será Ólafur Jónsson, literalmente "Ólafur filho de Jón". O mesmo se aplica a mulheres. Se Jón Einarsson tiver uma filha que se chama Sigríður, o nome completo dela será Sigríður Jónsdóttir, literalmente "Sigríður filha de Jón".
Em alguns casos, o patronímico é derivado do nome do meio do pai da pessoa. Por exemplo, se Einar é filho de Hjálmar Örn Vilhjálmsson, seu nome pode ser tanto Einar Hjálmarsson (Einar filho de Hjálmar) como Einar Örnarson (Einar filho de Örn).
Em alguns casos, quando pessoas do mesmo círculo social têm o mesmo primeiro nome e o mesmo patronímico, elas são distinguidas pelo nome de seu avô paterno. Por exemplo, Jón filho de Þór Bjarnarson e Jón filho de Þór Þorgeirsson serão ambos Jón Þórsson. Para distingui-los, um é chamado de Jón Þórsson Bjarnarson (Jón filho de Þór filho de Bjarni) e Jón Þórsson Þorgeirsson (Jón filho de Þór filho de Þorgeirsson). Esse método não é comum, mas é fácil de se encontrar nas sagas antigas.

## Matronímico
A grande maioria das pessoas na Islândia tem como último nome o patronímico, mas em alguns casos, usa-se o nome da mãe, o matronímico. Isso acontece quando os tutores legais da criança querem acabar com as ligações sociais com o pai. Algumas pessoas o fazem como estatuto social e outros o fazem simplesmente por motivos estéticos. Assim, uma pessoa chamada Jón que tem o pai chamado Einar e a mãe chamada Bryndís poderá ser Jón Einarsson (usando o patronímico) ou Jón Bryndísarson (usando o matronímico).

## Ramificações culturais
Membros de outras culturas geralmente acham estranho que os islandeses chamam uns aos outros, informal ou formalmente, pelo primeiro nome. Por exemplo, o ex-primeiro ministro Halldór Ásgrímsson não vai ser chamado de Ásgrímsson nem de Sr. Ásgrímsson por outro islandês. Ele será chamado pelo seu primeiro nome (ou pelo primeiro e segundo, se ele tivesse) ou pelo nome inteiro, em qualquer ocasião e por qualquer pessoa. Culturalmente, os islandeses não vêem o último nome como parte do nome de uma pessoa, mas como uma curta descrição de quem a pessoa é: Halldór é Ásgrímsson, isto é, Halldór é um filho de Ásgrímur. Os islandeses, quando querem saber o último nome de alguém, perguntam "Hvers son er Halldór?" ("de quem Halldór é filho?"). A essa pergunta alguém pode responder: "Hann er Ásgríms son" ("ele é filho de Ásgrímur"). Desse modo, sabe-se que o último nome de Halldór é Ásgrímsson. Apesar disso, legalmente, o patronímico é parte do nome da pessoa.
Uma conseqüência disso é que em listas de nomes islandeses (como em uma lista telefônica ou em uma enciclopédia), os nomes vêm na ordem alfabética do primeiro nome, nunca do sobrenome, que é o patronímico.